# 格雷斯竞技足球俱乐部
格雷斯竞技足球俱乐部（Grays Athletic Football Club）是位於英格蘭東南部埃塞克斯郡（Essex）單一管理區瑟罗克（Thurrock）城鎮格雷斯（Grays）的足球會。目前於英格蘭足球依斯米安聯賽甲組北角逐。

## 球會歷史
格雷斯的前身格雷斯年青人於成立1890年，及後與英格蘭足球南部聯賽球會格雷斯聯合併為格雷斯競技。格雷斯於1912年加入「雅典聯賽」（Athenian League）成為創始成員，兩年後的1914年因第一次世界大戰爆發而停賽。1945年成為「科林斯聯賽」（Corinthian League）9支創始成員之一，更奪得首屆冠軍，其後於1951/52年、1954/55年及1956/58年球季獲得亞軍。1958年再度加入「雅典聯賽」，於1971/72年球季從「雅典聯賽」超聯組（Premier Division）降級甲組。1973年「雅典聯賽」重組，超聯組球隊被擴張的「伊斯米安聯賽」（Isthmian League）吸納，甲組成為「雅典聯賽」的頂級組別，1977年更削減到只餘單一組別。1982/83年球季獲得「雅典聯賽」亞軍，翌年加入「伊斯米安聯賽」乙組。1984年「伊斯米安聯賽」乙組分拆為南、北兩區，格雷斯被置於南區乙組，同年奪得冠軍而升級甲組。1987/88年球季獲甲組亞軍而升級超聯組，但於1996/97年球季結束時回降甲組，1999/2000年球季再獲甲組亞軍及升級超聯組。
2004年加入新成立的「足球協會南部聯賽」（Conference South）成為創始成員，首年即獲冠軍，同年更奪得足總錦標（FA Trophy）而成為雙料冠軍。2005/06年球季新升上足球協會全國聯賽的格雷斯早段領頭，破紀錄的保持15場不敗，但最終只能排第三位，更於升級附加賽首輪負於夏利法斯（Halifax Town）被淘汰。惟格雷斯成功衛冕足總錦標，決賽以2-0擊敗胡京（Woking）。
2005/06年球季領隊馬克·史汀生（Mark Stimson）離隊轉投布洛治（Stevenage Borough），法兰·格雷（Frank Gray）獲任命接替。但只任教了14場比賽，在主場令人失望地0-1負於（Bromley）後，當時正在休假的主席米奇·伍德沃德（Micky Woodward）急電辭退格雷。伍德沃德隨即任命自己出任領隊一段短時間，球員兼教練查美·史超活（Jamie Stuart）在一場埃塞克斯高級盃（Essex Senior Cup）中執教，伍德沃德從旁協助，但最終於2006年11月23日委任安迪·京治（Andy King）為球隊領隊。2007年1月5日京治以私人理由請辭，由助理領隊贾斯汀·爱丁堡（Justin Edinburgh）接任，成為格雷斯當季第四名領隊。格雷斯最後排第十九位，僅倖免於降級，格雷斯在各頂比賽共任用超過50名球員。
2008年2月20日格雷斯宣佈與爱丁堡達成提前解約協議，當時球隊位於第十四位。主席伍德沃德第二度擔任領隊之責直到球季結束。
2010年4月3日球隊主場0-0賽和後確定來季降級。季後主場新遊樂場球場（New Recreation Ground）的業主拒絕續租，球隊需要與鄰近的伊斯特瑟羅克（East Thurrock United）共用球場，因此格雷斯選擇退出英格蘭足球議會聯賽，轉而申請參加英格蘭足球依斯米安聯賽，惟被英格蘭足球總會拒絕，並被置於「埃塞克斯郡高級聯賽」（Essex Senior League），6月18日格雷斯上訴得直，但於7月9日以共用球場不合規條為由被依斯米安聯賽拒於門外。

### 傳統死敵
格雷斯有數隊傳統的死敵，歷史可以追溯回在非聯賽較低級別如「伊斯米安聯賽」及「足球協會南部聯賽」的日子。但近年來德比的次數因對手升降而減少，埃塞克斯郡死敵歷史性首次升級到乙級聯賽，而简弗岛（Canvey Island）則因財務困難而被連降三級。在2005年节礼日舉行與简弗岛的打吡賽，吸引共2,910名球迷入場觀戰，是新遊樂場球場重修以來最高入場人數紀錄。

## 停賽威脅
格雷斯在2006年12月中止因合謀行劫罪成等候判決的艾殊利·施坦洛域治（Ashley Sestanovich）的球員合約，並停止支付薪金，施坦洛域治在被捕前只曾為格雷斯在一場季前熱身賽上陣。
施坦洛域治的父親來自加勒比海島國格瑞納達，而母親則是克羅埃西亞人，出生於倫敦南部，初出道曾短時間效力曼城及，其後出國加盟比利時皇家安特卫普及法國梅斯，於2002年回國效力非聯賽球隊漢普頓和里士滿（Hampton & Richmond），2003年被發掘收購，先後獲外借到史卡保罗夫（Scarborough）及吸取上陣經驗，於2003年為全國聯賽球隊史卡保罗夫在足總盃第二圈射入個人首個職業生涯入球，以1-0淘汰乙級聯賽球隊，並獲選為足總盃第二圈最佳球員。施坦洛域治曾在一系列雷諾汽車（Renault）的電視廣告中擔任亨利的替身。於2006年夏季加盟格雷斯。
2005年，當時仍效力法恩堡（Farnborough）的施坦洛域治從隊友口中得知其工作的蓋屋頂材料公司的發薪日及進入辦公室的方法，在6月聯同兩名伙伴一同行劫，期間一名伙伴近距離槍擊到訪的東主兄弟的胸口，結果因傷在6個月後去世。2006年12月18日施坦洛域治被判合謀計劃行劫罪名成立，2007年4月4日被判入獄8年，其兩名伙伴謀殺罪成被判終生監禁。
2007年6月26日英格蘭足球總會的紀律聆訊裁定格雷斯違反足總條例，要求格雷斯支付施坦洛域治等候判決期間5個月的薪金，總額1萬4,000英鎊。格雷斯聲稱施坦洛域治在加盟時告訴球會只是因為交通事故案件發還重審，在事件曝光後，球會按規定發出14日代通知金。但足總裁定施坦洛域治在被捕前與格雷斯簽約，格雷斯需按合約支付薪金直到施坦洛域治被正式判罪為止，更判罰格雷斯500英鎊及所有紀律聆訊的費用。2008年3月6日因格雷斯仍然拒絕支付施坦洛域治的薪金，足總要求格雷斯在兩週內清付，否則將會被禁止在所有足賽比賽中作賽。格雷斯主席米奇·伍德沃德（Micky Woodward）在3月10日約見足總希望解決問題。3月13日足總堅持格雷斯需如期在3月20日前清付欠薪或被停賽。3月17日格雷斯決定提出上訴。

## 球會榮譽
- 足總錦標 冠軍：2004/05年、2005/06年
- 足球協會南部聯賽 冠軍：2004/05年
- 伊斯米安甲組聯賽 亞軍：1987/88年、1999/00年
- 伊斯米安南區乙組聯賽 冠軍：1984/85年
- 倫敦聯賽（London League）冠軍：1921/22年、1926/27年、1929/30年
- 科林斯聯賽（Corinthian League）冠軍：1945/46年；亞軍：1951/52年、1955/56年、1956/57年
- 伊斯米安聯賽盃（Isthmian League Cup）冠軍：1991/92年
- 埃塞克斯高級盃（Essex Senior Cup）冠軍：1914/15年、1920/21年、1922/23年、1944/45年、1956/57年、1987/88年、1993/94年、1994/95
- 埃塞克斯高級錦標（Essex Senior Trophy）冠軍：1998/99年
- 埃塞克斯泰晤士區高級錦標（Essex Thameside Trophy）冠軍：1947/48年、1987/88年、1988/89年

格雷斯在足總盃最佳成績是在2005/06年球季晉級主賽圈第二圈比賽，於2005年12月2日作客0-2負於被淘汰。

## 著名球員
| - 丹尼·卡达马特里（Danny Cadamarteri） - David Crown - Jason Dozzell - （Freddy Eastwood） - Wayne Entwistle - 利莱·格里菲夫斯（Leroy Griffiths） - 迈克尔·凯特利（Michael Kightly） | - （Matt Lawrence） - Carl Leaburn - Dwight Marshall - 艾朗·麥連（Aaron McLean） - Wole Odegbami - 丹尼斯·奧利（Dennis Oli） - 格伦·普尔（Glenn Poole） | - Barry Silkman - 裘德·史德林（Jude Stirling） - （Sam Sodje） - 斯图尔特·杜括特（Stuart Thurgood） - Mickey Welch - Eddie Youds |

## 註腳
1. ↑  . BBC Sport. 2009-09-16  [2010-07-12]. （原始内容存档于2009-09-23） （英语）.
2. ↑  . 2008-11-26  [2023-07-13]. （原始内容存档于2023-07-13） （英国英语）.
3. ↑  George H. Watts (2006) The Place I Love Best, p14
4. ↑  .   [2008-03-07]. （原始内容存档于2016-03-07）.
5. ↑  .   [2008-03-07]. （原始内容存档于2007-01-25）.
6. ↑  Justin Leaves Grays Athletic 的存檔，存档日期2008-07-25.
7. ↑  . BBC Sport. 2010-04-03  [2010-04-05]. （原始内容存档于2010-04-06） （英语）.
8. ↑  . BBC Sport. 2010-04-13  [2010-06-16]. （原始内容存档于2010-04-17） （英语）.
9. ↑  . BBC Sport. 2010-05-12  [2010-06-16]. （原始内容存档于2010-05-19） （英语）.
10. ↑  . BBC Sport. 2010-06-14  [2010-06-16]. （原始内容存档于2011-02-02） （英语）.
11. ↑  . BBC Sport. 2010-06-18  [2010-07-12]. （原始内容存档于2010-07-09） （英语）.
12. ↑  . BBC Sport. 2010-07-09  [2010-07-12]. （原始内容存档于2010-07-12） （英语）.
13. ↑  .   [2008-03-18]. （原始内容存档于2009-11-17）.
14. ↑  .   [2008-03-18]. （原始内容存档于2008-03-11）.
15. ↑  .   [2008-03-18]. （原始内容存档于2006-12-20）.
16. ↑  .   [2008-03-18]. （原始内容存档于2008-03-09）.
17. ↑  .   [2008-03-18]. （原始内容存档于2008-03-09）.
18. ↑  .   [2008-03-18]. （原始内容存档于2008-03-13）.
19. ↑  .   [2008-03-18]. （原始内容存档于2008-03-09）.
20. ↑  .   [2008-03-18]. （原始内容存档于2016-03-07）.
21. ↑  .   [2008-03-18]. （原始内容存档于2008-03-23）.
22. ↑  .   [2008-03-18]. （原始内容存档于2008-03-23）.
23. ↑  .   [2008-03-07]. （原始内容存档于2009-02-01）.

## 外部連結
- 格雷斯官方網站
- graysath-online.com 非官方網站